# Cromwell (divadelní hra)
Cromwell (1827) je romantická divadelní hra francouzského prozaika, dramatika a básníka Victora Huga. Hra je velmi dlouhá a obsahuje obrovské množství rolí (více než sedmdesát postav), byla proto v tehdejších podmínkách jevištně neproveditelná (první jevištní provedení je až z roku 1956 ve zkrácené úpravě Alaina Trutata).
V knižním vydání byla hra doplněna autorovou předmluvou, která se stala jakýmsi manifestem romantického dramatu a odstartovala diskuzi mezi francouzským klasicismem a romantismem. Její argumenty se zdály tehdejším romantikům natolik nevyvratitelné, že díky ní se stal Hugo jejich hlavou..

## Obsah hry
Hra se odehrává roku 1657, kdy byl Oliver Cromwell na vrcholu moci a činil přípravy k tomu, aby se stal anglickým králem. Lord-protektor je zobrazen v okamžiku, kdy se chce příští den nechat na veřejném shromáždění korunovat. Vystupuje jako složitá a různorodá osobnost, která v sobě zahrnuje zlo i dobro, geniálnost i malichernost. Je vyobrazen jako významný vojevůdce a státník, ale i jako teolog, manžel, otec, pedant, vizionář, špatný básník a člověk dvojí tváře. Je plný vnitřních konfliktů a nakonec ze strachu před lidem královskou korunu odmítne

## Předmluva ke hře
Předmluva (Préface de Cromwell) obsahuje ve skutečnosti velmi málo originálních myšlenek. Je spíše souhrnem a jakousi kodifikací myšlenek a názorů, které před Hugem vyslovili jiní (například Madame de Staël, Constant, Stendhal, Nodier nebo Sainte-Beuve). Jejím největším přínosem jsou argumenty, sloužící k rozbití staré normativní klasicistní poetiky, na základě Hugovy vlastní podrobně rozpracované teorie groteskna.
Na začátku předmluvy předkládá Hugo svou teorii tzv. tří epoch vývoje lidstva a tomu odpovídajících epoch literárních. Počáteční epoše odpovídá tzv. lyrický věk literatury (básnictví), následuje starověk, ve kterém vznikaly hrdinské eposy a divadelní tragédie, a nakonec moderní doba, kterou Hugo datuje vítězstvím křesťanství nad pohanstvím. Groteskno se rozvíjí především v této moderní době, protože křesťanství podle Hugova názoru přivedlo poezii k pravdě a k širšímu pohledu na skutečnost. Důsledkem toho je, že moderní poezie je plná kontrastu protikladů, že nevidí jen krásu, ale i ošklivost, nejen půvab, ale i nestvůrnost, nejen vznešenost, ale i grotesknost, nejen dobro, ale i zlo, nejen světlo, ale i stín, nejen ducha, ale i živočišnost, nejen komično, ale i hrůznost. Groteskno umožňuje, abychom vznešenost postavenou do kontrastu s nestvůrností viděli větší a čistší, a ošklivost v neustále nových podobách.
V období romantismu, založeném na svobodě inspirace a formy, se pak mezi protiklady uplatňuje harmonická rovnováha, jejímuž plnému rozkvětu brání klasicistní zachovávání jednoty děje, místa a času, které je příčinou nepravděpodobnosti klasické tragédie. Hugo o tom píše: „Nejsou žádná pravidla ani vzory, nebo spíše nejsou žádná jiná pravidla než obecné zákony přírody, které se vznášejí nad uměním jako celkem, a zvláštní zákony pro každý výtvor, které vyplývají z podstaty námětu“..

### České vydání předmluvy
- Předmluva ke Cromwellovi, Nakladatelství Kant a Akademie múzických umění, Praha 2006, přeložil Zdeněk Bartoš.